# خانقاه نعمت‌الهی (یزد)
خانقاه نعمت‌اللهی (خانه مودت) مربوط به دوره قاجار است و در یزد، ضلع جنوبی خیابان قیام، نزدیک چهارراه شهدا( میدان امیر چقماق )واقع شده و این اثر در تاریخ ۲۷ دی ۱۳۷۷ با شمارهٔ ثبت ۲۲۴۹ به‌عنوان یکی از آثار ملی ایران به ثبت رسیده است.